# Трицветен прилеп
Трицветният прилеп (Pipistrellus subflavus) е вид бозайник от семейство Гладконоси прилепи (Vespertilionidae).

## Разпространение
Видът е разпространен в Северна Америка.